# Ceratoplax lutea
Ceratoplax lutea is een krabbensoort uit de familie van de Pilumnidae. De wetenschappelijke naam van de soort is voor het eerst geldig gepubliceerd in 1929 door McNeill.